# 280 TCN
280 TCN là một năm trong lịch La Mã. 